# Cobija (flygplats)
Cobija är en flygplats i Bolivia. Den ligger i den nordvästra delen av landet, 1 000 km norr om huvudstaden Sucre. Cobija ligger 271 meter över havet.
Terrängen runt Cobija är huvudsakligen platt. Cobija ligger uppe på en höjd. Närmaste större samhälle är Cobija, 2,1 km nordost om Cobija.
Omgivningarna runt Cobija är en mosaik av jordbruksmark och naturlig växtlighet. Runt Cobija är det glesbefolkat, med 8 invånare per kvadratkilometer.